# Resolució 1966 del Consell de Seguretat de les Nacions Unides
La Resolució 1966 del Consell de Seguretat de les Nacions Unides fou adoptada per unanimitat el 22 de desembre de 2010. Després de recordar les resolucions 827 (1993) i 955 (1994), el Consell va establir un mecanisme residual per concloure les tasques restants del Tribunal Penal Internacional per a Ruanda (TPIR) i el Tribunal Penal Internacional per a l'antiga Iugoslàvia (TPIAI).
La resolució va ser aprovada per 14 vots contra cap i l'abstenció de Rússia, que va declarar que els tribunals podrien completar el seu treball abans de les dates acordades i que aquesta fos la resolució final sobre la qüestió. Va argumentar que el treball dels tribunals s'hauria de completar abans de 2014.

## Resolució

### Observacions
El Consell de Seguretat va recordar les resolucions 1503 (2003) i 1534 (2004), que demanaven que es completessin tots els casos en ambdó tribunals abans del 2010, i va reconèixer que no es va poder complir aquesta data de finalització. Al mateix temps, el Consell va observar que els tribunals havien contribuït a la justícia, la rendició de comptes i l'estat de dret a l'antiga Iugoslàvia i a Ruanda. Va reafirmar que calia portar a la justícia a totes les persones acusades pel TPIR i el TPIAI.
El preàmbul de la resolució indicava la necessitat d'establir un mecanisme "ad hoc" petit i temporal per dur a terme algunes funcions dels tribunals després del seu tancament, inclòs el judici dels fugitius.

### Actes
Actuant sota el Capítol VII de la Carta de les Nacions Unides, el Consell va establir el Mecanisme pels Tribunals Penals Internacionals amb dues dates de començament de l'1 de juliol de 2012 i 1 de juliol de 2013 per al TPIR i el TPIAI respectivament. També es va adoptar un estatut per al mecanisme, les funcions disminuirien gradualment amb el temps. Es va instar als tribunals a completar el treball residual abans del 31 de desembre de 2014 amb una transició cap al mecanisme. El Consell va instar els tribunals i el mecanisme a fer tot el possible per referir casos que no involucressin als que fossin responsables de delictes a les jurisdiccions nacionals competents.
El Consell també va decidir que el mecanisme continuaria la jurisdicció, els drets, les funcions i obligacions dels tribunals i es va requerir al Secretari General de les Nacions Unides, Ban Ki-moon un projecte de normes de procediment i proves per al mecanisme abans del 30 de juny de 2011. El mecanisme va funcionar durant un període inicial de quatre anys a partir de la primera data d'inici i el progrés es revisaria amb regularitat.